# Bredfjed
54°41′5″N 11°18′21″Ø / 54.68472°N 11.30583°Ø
Bredfjed er et areal og en bebyggelse i Lolland Kommune. Bredfjed kan karakteriseres som et sommerhusområde og er beliggende mellem Lalandia og Kramnitze på sydkysten af Lolland. Sommerhusområdet ligger ved en bred sandstrand.
Bredfjedskibet, der er et skibsvrag fra omkring år 1600, har navn efter området. Det fundet  ved ved Bredfjed efter tørlægningen af Rødby Fjord og blev udgravet i 1993 af Nationalmuseets marinearkæologiske afdeling. I 2001 blev en rekonstruktion søsat på Middelaldercentret.